# NGC 5852
NGC 5852 est une galaxie lenticulaire située dans la constellation du Bouvier. Sa vitesse par rapport au fond diffus cosmologique est de 6 854 ± 13 km/s, ce qui correspond à une distance de Hubble de 101,1 ± 7,1 Mpc (∼330 millions d'al). NGC 5852 a été découverte par l'astronome germano-britannique William Herschel en 1791.
Aucun bras spiral n'est visible sur l'image obtenue du relevé SDSS, aussi la classification de galaxie lenticulaire (S0-a) préconisée par la base de données HyperLeda semble mieux décrire cette galaxie.
NGC 5852 est une radiogalaxie à spectre continu (Flat-Spectrum Radio Source). Selon la base de données Simbad, NGC 5852 est une galaxie LINER, c'est-à-dire une galaxie dont le noyau présente un spectre d'émission caractérisé par de larges raies d'atomes faiblement ionisés.
D'après leur distance, NGC 5851 et NGC 5852 constituent une paire physique de galaxies rapprochées, mais on ne voit pas de déformation sauf dans la direction au nord-est de NGC 5851 sur l'image obtenue des données du relevé SDSS.